# Haut-de-Bosdarros
Pour les articles homonymes, voir Bosdarros.
Haut-de-Bosdarros (prononcé [o də bɔsdaʁɔs] ; en béarnais Haut-deu-Bòsc-d’Arròs ou Haut-dou-Bos-d’Arros) est une commune française, située dans le département des Pyrénées-Atlantiques en région Nouvelle-Aquitaine. Elle est située dans la communauté de communes du Pays de Nay et se compose d'un petit bourg au sommet d'une colline, d'où son nom de Chapelle Haute.

## Géographie

### Localisation
La commune d'Haut-de-Bosdarros se trouve dans le département des Pyrénées-Atlantiques, en région Nouvelle-Aquitaine.
Elle se situe à 21 km par la route de Pau, préfecture du département, et à 9,3 km de Nay, bureau centralisateur du canton d'Ouzom, Gave et Rives du Neez dont dépend la commune depuis 2015 pour les élections départementales. 
La commune fait en outre partie du bassin de vie de Pau.
Les communes les plus proches sont : 
Arros-de-Nay (4,8 km), Saint-Abit (4,8 km), Bosdarros (4,9 km), Lys (4,9 km), Pardies-Piétat (5,3 km), Bourdettes (5,3 km), Rébénacq (5,5 km), Bruges-Capbis-Mifaget (5,5 km).
Sur le plan historique et culturel, Haut-de-Bosdarros fait partie de la province du Béarn, qui fut également un État et qui présente une unité historique et culturelle à laquelle s’oppose une diversité frappante de paysages au relief tourmenté.

### Communes limitrophes
Les communes limitrophes sont  Arros-de-Nay, Bosdarros, Bruges-Capbis-Mifaget, Lys et Sévignacq-Meyracq.
| Bosdarros         |                       |              |
| Sévignacq-Meyracq | Haut-de-Bosdarros     | Arros-de-Nay |
| Lys               | Bruges-Capbis-Mifaget |              |

### Hydrographie

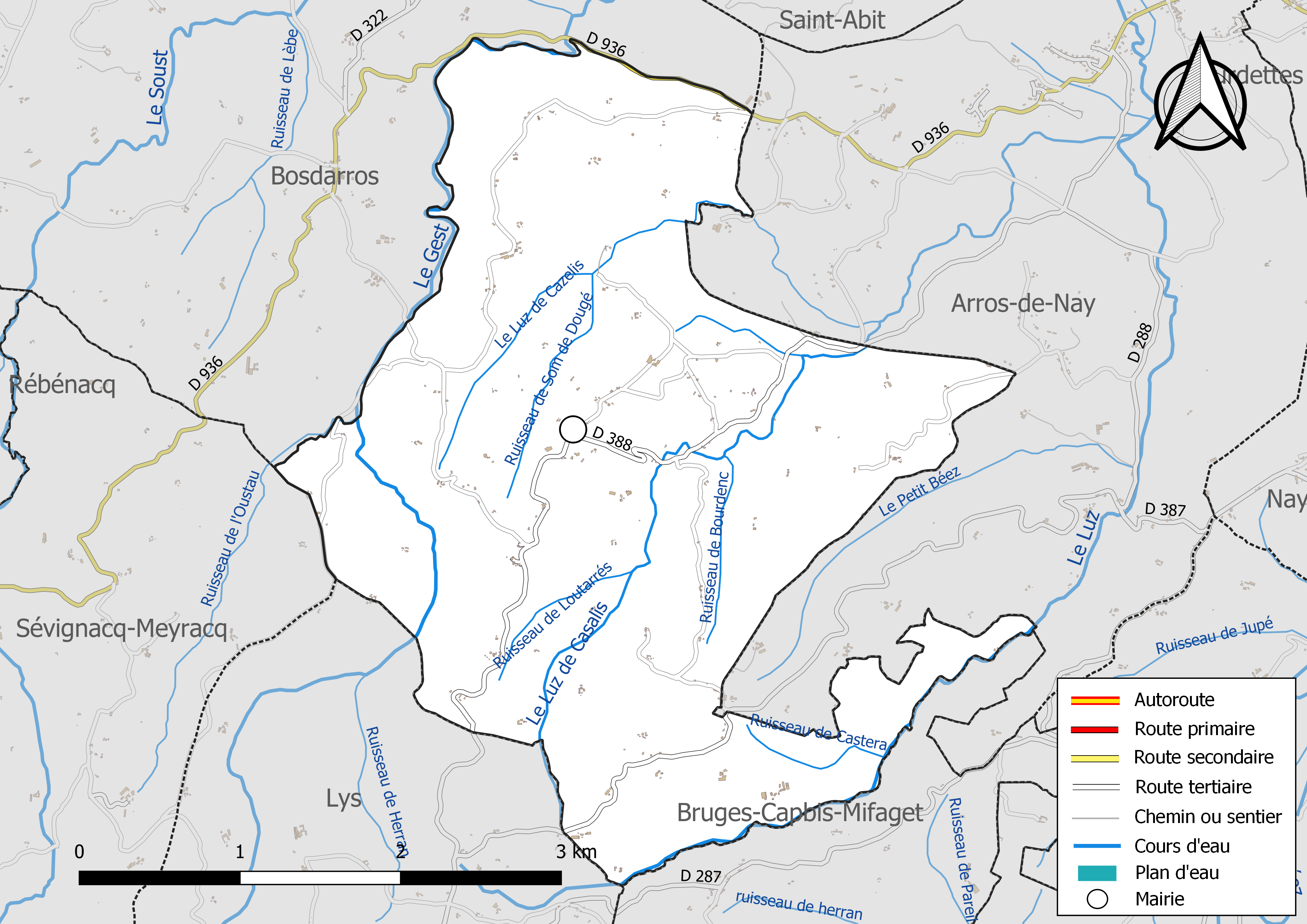
Réseaux hydrographique et routier d'Haut-de-Bosdarros.

La commune est drainée par le Gest, le Luz, le Luz de Cazelis, le ruisseau de Bourdenc, le ruisseau de Castera, le ruisseau de l'Oustau, le ruisseau de Loutarrés, le ruisseau de Som de Dougé, et par divers petits cours d'eau, constituant un réseau hydrographique de 18 km de longueur totale,.
Le Gest, d'une longueur totale de 14,7 km, prend sa source dans la commune de Lys et s'écoule du sud-ouest vers le nord-ouest. Il traverse la commune et se jette dans le Luz à Baliros.
Le Luz, d'une longueur totale de 15,2 km, prend sa source dans la commune de Lys et s'écoule du sud vers le nord. Il traverse la commune et se jette dans le gave de Pau à Assat, après avoir traversé 9 communes.

### Climat
Pour des articles plus généraux, voir Climat de la Nouvelle-Aquitaine et Climat des Pyrénées-Atlantiques.
Historiquement, la commune est exposée à un climat de montagne.  
En 2020, Météo-France publie une typologie des climats de la France métropolitaine dans laquelle la commune est toujours exposée à un climat de montagne et est dans la région climatique Pyrénées atlantiques, caractérisée par une pluviométrie élevée (>1 200 mm/an) en toutes saisons, des hivers très doux (7,5 °C en plaine) et des vents faibles.
Pour la période 1971-2000, la température annuelle moyenne est de 12,8 °C, avec une amplitude thermique annuelle de 13,5 °C. Le cumul annuel moyen de précipitations est de 1 357 mm, avec 11,7 jours de précipitations en janvier et 9,2 jours en juillet. Pour la période 1991-2020, la température moyenne annuelle observée sur la station météorologique la plus proche, située sur la commune d'Asson à 7 km à vol d'oiseau, est de 13,2 °C et le cumul annuel moyen de précipitations est de 1 376,5 mm,. Pour l'avenir, les paramètres climatiques de la commune estimés pour 2050 selon différents scénarios d’émission de gaz à effet de serre sont consultables sur un site dédié publié par Météo-France en novembre 2022.

### Milieux naturels et biodiversité

#### Réseau Natura 2000
Le réseau Natura 2000 est un réseau écologique européen de sites naturels d'intérêt écologique élaboré à partir des Directives « Habitats » et « Oiseaux », constitué de zones spéciales de conservation (ZSC) et de zones de protection spéciale (ZPS).
Un site Natura 2000 a été défini sur la commune au titre de la « directive Habitats » : le « gave de Pau », d'une superficie de 8 194 ha, un vaste réseau hydrographique avec un système de saligues encore vivace,.

## Urbanisme

### Typologie
Au 1er janvier 2024, Haut-de-Bosdarros est catégorisée commune rurale à habitat très dispersé, selon la nouvelle grille communale de densité à sept niveaux définie par l'Insee en 2022.
Elle est située hors unité urbaine. Par ailleurs la commune fait partie de l'aire d'attraction de Pau, dont elle est une commune de la couronne,. Cette aire, qui regroupe 227 communes, est catégorisée dans les aires de 200 000 à moins de 700 000 habitants,.

### Occupation des sols

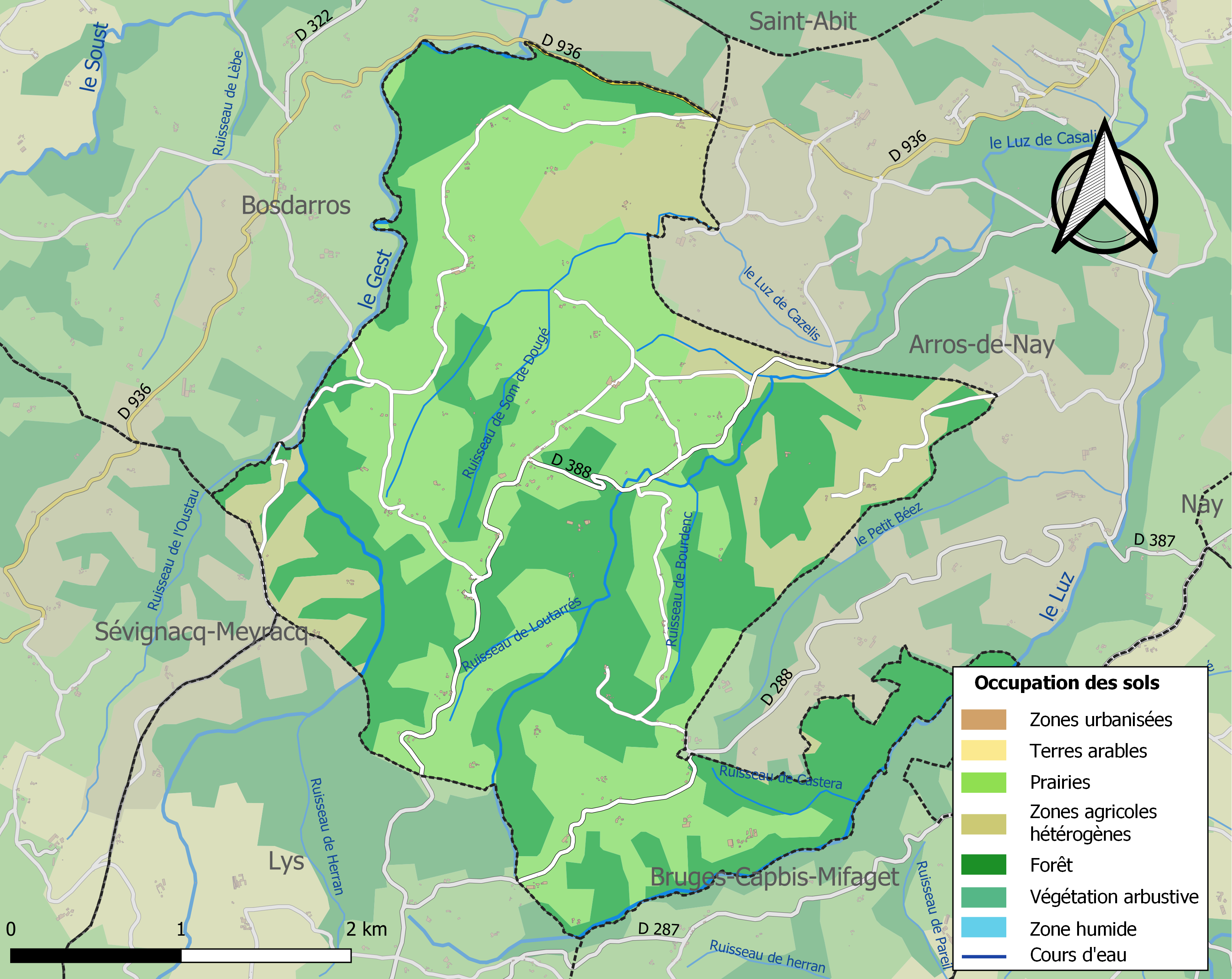
Carte des infrastructures et de l'occupation des sols de la commune en 2018 (CLC).

L'occupation des sols de la commune, telle qu'elle ressort de la base de données européenne d’occupation biophysique des sols Corine Land Cover (CLC), est marquée par l'importance des territoires agricoles (59 % en 2018), une proportion sensiblement équivalente à celle de 1990 (59,4 %). La répartition détaillée en 2018 est la suivante : 
prairies (44,6 %), forêts (41 %), zones agricoles hétérogènes (14,4 %). L'évolution de l’occupation des sols de la commune et de ses infrastructures peut être observée sur les différentes représentations cartographiques du territoire : la carte de Cassini (XVIIIe siècle), la carte d'état-major (1820-1866) et les cartes ou photos aériennes de l'IGN pour la période actuelle (1950 à aujourd'hui).

### Lieux-dits et hameaux
- La Chapelotte (  Haut-de-Bosdarros dit  la Chapelotte  ou en béarnais Lou Chapelot ).

### Voies de communication et transports
La commune est desservie par les routes départementales 288, 386 et 936.

### Risques majeurs
Le territoire de la commune d'Haut-de-Bosdarros est vulnérable à différents aléas naturels : météorologiques (tempête, orage, neige, grand froid, canicule ou sécheresse), mouvements de terrains et séisme (sismicité moyenne). Un site publié par le BRGM permet d'évaluer simplement et rapidement les risques d'un bien localisé soit par son adresse soit par le numéro de sa parcelle.

La commune est vulnérable au risque de mouvements de terrains constitué principalement du retrait-gonflement des sols argileux. 

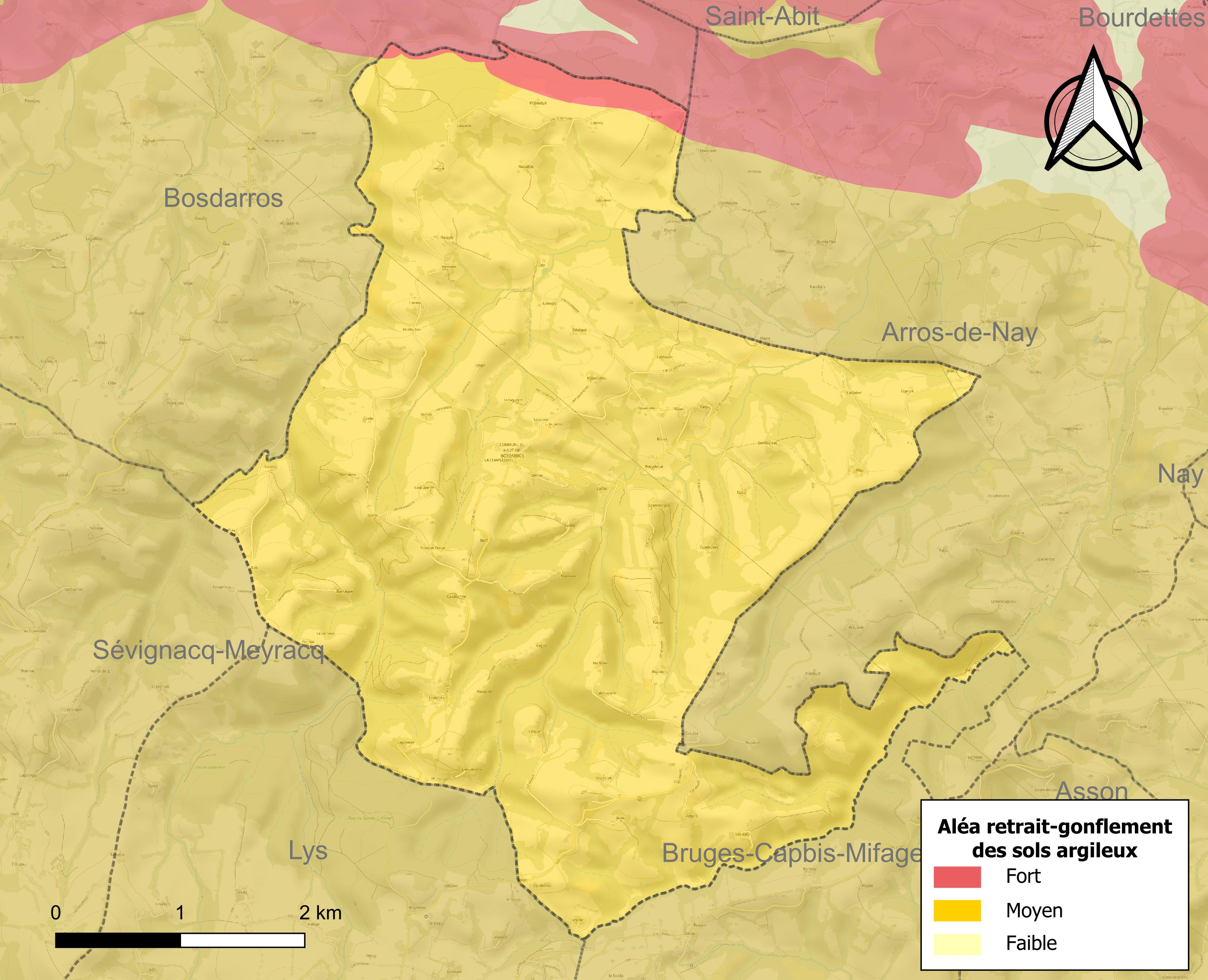
Carte des zones d'aléa retrait-gonflement des sols argileux d'Haut-de-Bosdarros.

Cet aléa est susceptible d'engendrer des dommages importants aux bâtiments en cas d’alternance de périodes de sécheresse et de pluie. La totalité de la commune est en aléa moyen ou fort (59 % au niveau départemental et 48,5 % au niveau national). Depuis le 1er octobre 2020, en application de la loi ELAN, différentes contraintes s'imposent aux vendeurs, maîtres d'ouvrages ou constructeurs de biens situés dans une zone classée en aléa moyen ou fort,.
La commune a été reconnue en état de catastrophe naturelle au titre des dommages causés par les inondations et coulées de boue survenues en 1982, 1997, 2007, 2009 et 2021.

## Toponymie
Son nom béarnais est Haut-deu-Bòsc-d’Arròs ou Haut-dou-Bos-d’Arros.

## Histoire
Cet ancien hameau du village de Bosdarros, où se situait une petite chapelle (d'où son surnom de la Chapelotte ou Lou Chapelot). Le hameau a obtenu le statut de commune à part entière au XIXe siècle.

## Politique et administration
| Période                                  | Période  | Identité        | Étiquette | Qualité                               |
| ---------------------------------------- | -------- | --------------- | --------- | ------------------------------------- |
| 1995                                     | 2020     | Jean Arriubergé | PS        | Conseiller général puis départemental |
| 2020                                     | En cours | Cédric Madec    |           |                                       |
| Les données manquantes sont à compléter. |          |                 |           |                                       |

### Intercommunalité
Haut-de-Bosdarros appartient à quatre structures intercommunales :
- la communauté de communes du Pays de Nay ;
- le syndicat d’eau potable et d’assainissement du pays de Nay (SEAPAN) ;
- le syndicat d’énergie des Pyrénées-Atlantiques ;
- le syndicat intercommunal de défense contre les inondations du Luz.

## Population et société

### Démographie
L'évolution du nombre d'habitants est connue à travers les recensements de la population effectués dans la commune depuis 1891. Pour les communes de moins de 10 000 habitants, une enquête de recensement portant sur toute la population est réalisée tous les cinq ans, les populations de référence des années intermédiaires étant quant à elles estimées par interpolation ou extrapolation. Pour la commune, le premier recensement exhaustif entrant dans le cadre du nouveau dispositif a été réalisé en 2006.

En 2022, la commune comptait 325 habitants, en stagnation par rapport à 2016 (Pyrénées-Atlantiques : +3,78 %, France hors Mayotte : +2,11 %).
| 1891 | 1896 | 1901 | 1906 | 1911 | 1921 | 1926 | 1931 | 1936 |
| ---- | ---- | ---- | ---- | ---- | ---- | ---- | ---- | ---- |
| 415  | 420  | 427  | 434  | 427  | 371  | 372  | 351  | 345  |

| 1946 | 1954 | 1962 | 1968 | 1975 | 1982 | 1990 | 1999 | 2006 |
| ---- | ---- | ---- | ---- | ---- | ---- | ---- | ---- | ---- |
| 300  | 276  | 278  | 245  | 226  | 253  | 267  | 251  | 257  |

| 2011 | 2016 | 2021 | 2022 | - | - | - | - | - |
| ---- | ---- | ---- | ---- | - | - | - | - | - |
| 296  | 325  | 333  | 325  | - | - | - | - | - |

Haut-de-Bosdarros fait partie de l'aire d'attraction de Pau.

## Économie
La commune fait partie des zones AOC du vignoble du Jurançon et du Béarn et de celle de l'ossau-iraty.

## Culture locale et patrimoine

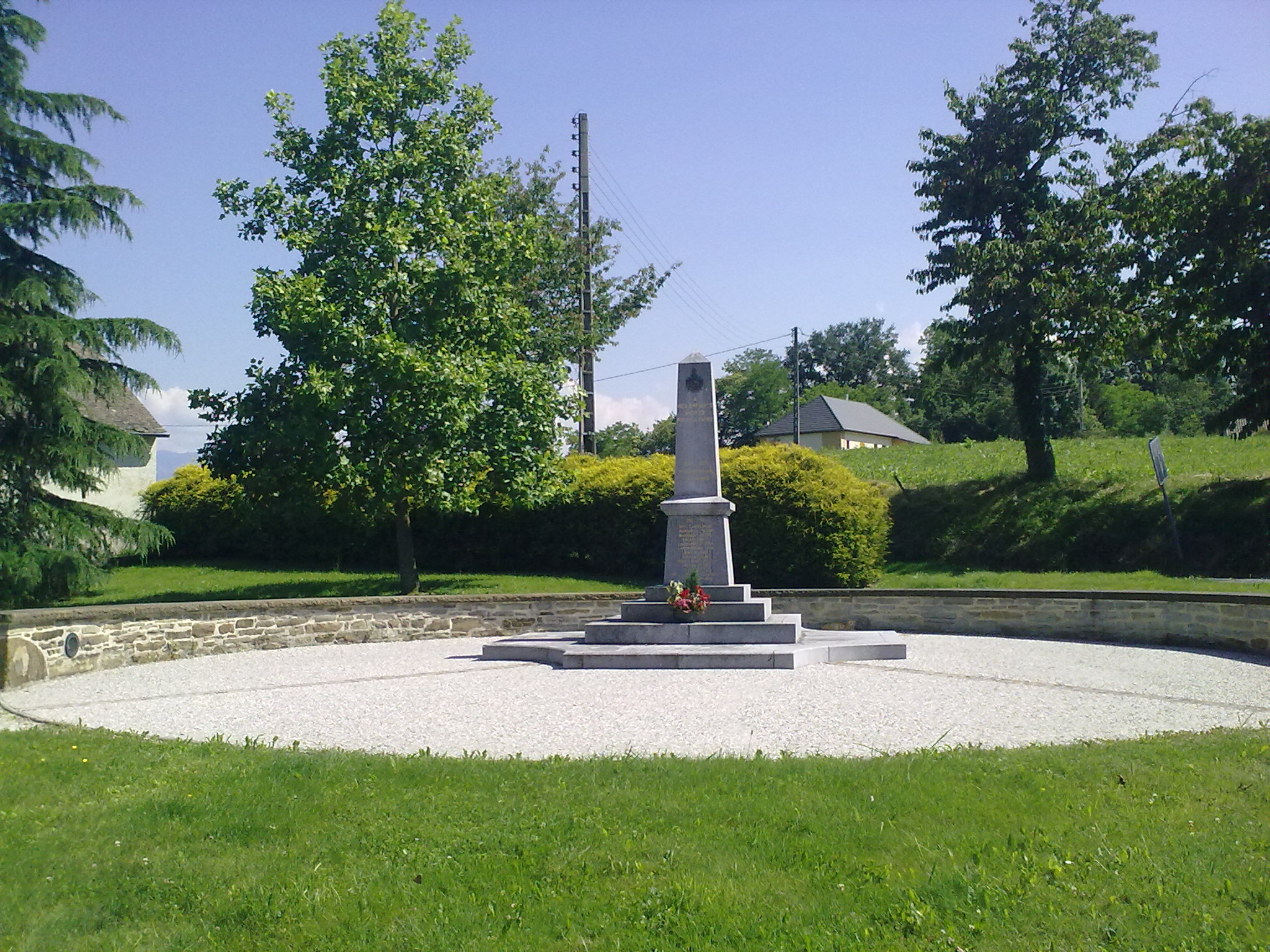
Le monument aux morts.
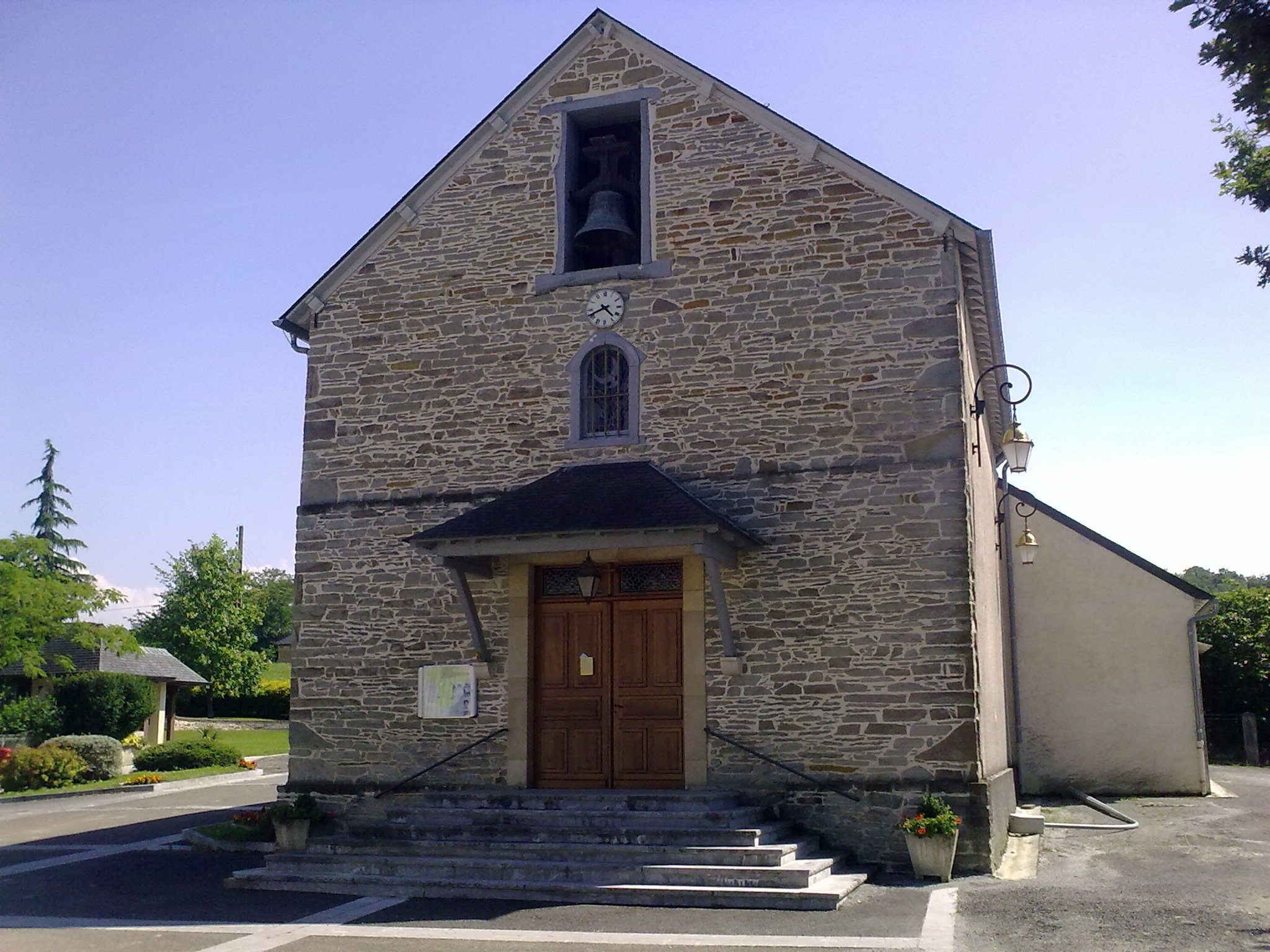
L'église de Haut-de-Bosdarros.
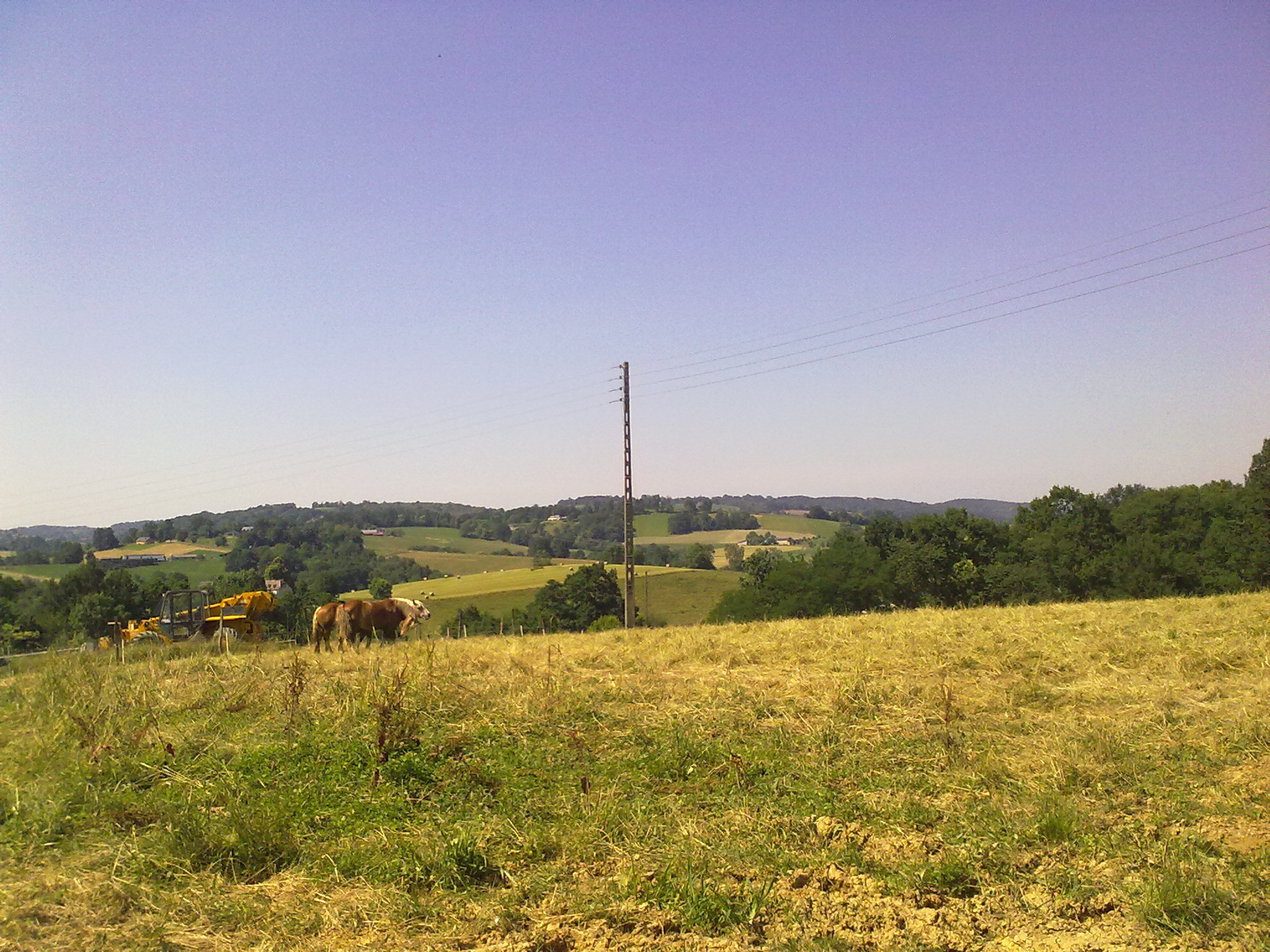
Paysage depuis Haut-de-Bosdarros.

### Patrimoine religieux
L'église de Haut-de-Bosdarros possède du mobilier classé aux monuments historiques.

## Équipements
Éducation
Haut-de-Bosdarros dispose d'une école primaire.

## Héraldique
| Blason de Haut-de-Bosdarros | Blason  | Tiercé en pairle renversé: au 1 d'or à deux vaches de gueules, accornées, colletées et clarinées d'azur l'une au-dessus de l'autre, au 2 d'azur à un lis des jardins au naturel, au 3 de sinople à une église d'argent. |
| Blason de Haut-de-Bosdarros | Détails | Créé par JF Binon. PV du conseil municipal deu 24/05/2024 |